# Semillas
Semillas è un comune spagnolo di 41 abitanti situato nella comunità autonoma di Castiglia-La Mancia.
Il comune comprende le località disabitate di Las Cabezadas, La Iruela, Robredarcas e Las Teinadas.